# Astronauta: Singularidade
Astronauta: Singularidade é um romance gráfico de ficção científica publicado em 2014 pela Panini Comics como parte do projeto Graphic MSP, que traz releituras dos personagens da Turma da Mônica sob a visão de artistas brasileiros dos mais variados estilos. O livro foi escrito e desenhado por Danilo Beyruth com cores de Cris Peter. A história, que é sequência direta do álbum Astronauta: Magnetar, traz novamente como protagonista Astronauta Pereira, que, após os acontecimentos no livro anterior, é obrigado a partir em uma nova missão acompanhado por uma psicóloga com treinamento em viagens espaciais. Juntos com um pesquisador estrangeiro, eles vão investigar um buraco negro, que esconde um perigo misterioso. A história remete a origem do personagem nas tiras de jornal, com uma aparição de um Homem-Geleia e a  agencia espacial BRASA (Brasileiros Astronautas).
O livro ganhou o Troféu HQ Mix de 2015 na categoria "melhor publicação de aventura / terror / ficção". a graphic novel foi seguida por quatro continuações: Astronauta: Assimetria (2016), e Astronauta: Entropia (2018) e Astronauta: Parallax (2020) e Astronauta: Convergência (2022).

## Edições encadernadas

### Astronauta Integral – Vol. 1
Em agosto de 2022, foi anunciada a primeira edição encadernada contendo as graphic novels Magnetar, Singularidade e Assimetria e uma história inédita ː Silêncio Lunar com cores de Mariane Gusmão, totalizando 272 páginas, o álbum ainda traz o texto da quarta capa escrito pela astrofísica Roberta Duarte.

## Outras mídias
Durante a Comic Con Experience de 2017, foi lançado um teaser de uma minissérie de animação em 6 capítulos baseada nas graphic novels produzidas por Danilo Beyruth e Cris Peter. Em dezembro do ano seguinte, novamente na Comic Con Experience, foi anunciado que a série se chamaria Astronauta – Propulsão e seria coproduzida e exibida pela HBO. O título foi alterado para apenas Astronauta e estreou em 18 de outubro de 2024 no Max.